# Матіас Енар
Матіа́с Ена́р (фр. Mathias Énard; 11 січня 1972, Ніор) — французький письменник і перекладач, лауреат Ґонкурівської премії (2015) за роман «Компас».

## Біографічні дані
Матіас Енар здобув вищу освіту у Луврській школі як знавець сучасного мистецтва, а тоді вивчав арабську і перську мови в Національному інституті східних мов і цивілізацій. Слухав лекції перської мови в Бріжитт Сімон-Хаміді. 2000 року, після тривалого перебування на Близькому Сході, він переїхав до Барселони й співпрацював там із кількома культурними журналами. Переклав дві книжки — з перської та арабської. Брав участь у роботі редакційної колегії журналу «Inculte» в Парижі. З 2010 року Матіас Енар викладав арабську мову в Автономному університеті Барселони.

У 2003 році вийшов перший роман «Досконалість пострілу». Дія твору відбувається під час громадянської війни. Країну не вказано, але нею може бути Ліван. Головний герой — снайпер, одержимий смертю. Про себе він каже: 
 Наступного року цей твір здобув Премію п'яти континентів франкофонії, Премію Едме Ларошфуко й був відзначений на Фестивалі першого роману.
У 2005–2006 роках Матіас Енар був стипендіатом Французької академії в Римі.
У 2008 році він опублікував у видавництві «Actes Sud» роман «Зона» про ізраїльсько-палестинську війну. Автор, з його слів, «хотів створити сучасну епопею». Роман має цікаву особливість: на всіх його п'ятиста сторінках простягається одне речення від першої особи. «Зону» нагороджено Грудневою премією, Літературною премією «Кандід» і Книжкова премія радіостанції «France Inter».
2010 року в тому ж видавництві вийшло оповідання Енара «Розкажіть їм про битви, королів і слонів». Йдеться про перебування Мікеланджело в Константинополі, куди він прибув 13 травня 1506 року на запрошення султана Баязида II. Показано толерантний і цілком європейський Константинополь, що приймав євреїв, яких вигнали з Іспанії католицькі королі. Це оповідання здобуло Ґонкурівську премію ліцеїстів (2010), Книжкову премію Пуату-Шаранта (2011), Премію «Голос слухачів» (2011), а також відзнаку Центру книжки і читання в Пуату-Шаранті.
2011 року Матіас Енар разом із графіком Тома Мареном і філософом Жульєном Безієм заснував у Парижі галерею «Scrawitch», яка влаштовує виставки естампів сучасних митців.
У 2012 році Енар опублікував роман «Вулиця злодіїв» — розповідь про пригоди молодого марокканця в Іспанії під час Арабської весни, коли почалися Протести в Іспанії (2011-2015). «Вулицею злодіїв» письменник відгукнувся на ці події, оцінив їх, а також дав свої погляди на акції протесту та повстання. 2012 року в Бейруті роман здобув першу премію «Список кандидатів на Ґонкурівську премію: вибір Сходу», яку присудило журі із студентів із Лівану та інших країн Близького Сходу. У 2013-му «Вулицю злодіїв» нагороджено Премією Літературної академії Бретані і Пеї-де-ла-Луар.
2015 року Матіас Енар здобув Ґонкурівську премію за роман «Компас», у якому йдеться про погляди Заходу на Схід. Головний герой роману, музикознавець Франц Рітер, щойно дізнавшись про свою смертельну хворобу, під час безсонної ночі у віденському готелі згадує свої численні поїздки на Схід.
На вересень 2015 року твори Енара опубліковано у 22 країнах, їх перекладено, зокрема, англійською, данською, івритом, іспанською, каталанською, нідерландською, німецькою, хорватською, чеською і японською мовами.

## Твори

### Авторські
- La Perfection du tir, Actes Sud,‎ 2003 ; rééd. Babel, Actes Sud, n°903, 2008 — «Досконалість пострілу»

Премія п'яти континентів франкофонії, 2004
Премія Едме Ларошфуко, 2004
Відзнака на Фестивалі першого роману, 2004
- Remonter l'Orénoque, Actes Sud,‎ 2005 — «Ще раз піднятися рікою Ориноко»
- Bréviaire des artificiers (ill. Pierre Marquès), Éditions Verticales / Gallimard,‎ 2007 — «Підручник для підривників»
- Zone, Actes Sud,‎ 2008 ; rééd. Babel, Actes Sud, n° 1020, 2010 — «Зона»

Стипендія Тід Моньє Спілки французьких літераторів, 2008
Премія Кадму, 2008
Груднева премія, 2008
Премія «Кандід», 2008
Премія для початківців (Prix Initiales), 2009
Книжкова премія радіостанції «France Inter», 2009
- Parle-leur de batailles, de rois et d'éléphants, Actes Sud,‎ 2010 ; rééd. Babel, Actes Sud, n° 1153, 2013 — «Розкажіть їм про битви, королів і слонів»

Ґонкурівська премія ліцеїстів, 2010
Книжкова премія Пуату-Шаранта, 2011
Премія «Голос слухачів», 2011
Відзнака Центру книжки і читання в Пуату-Шаранті, 2011
- L'Alcool et la Nostalgie, Éditions Inculte,‎ 2011 (ISBN 978-2-916940-48-9)16 ; rééd. Babel, Actes Sud, n° 1111, 2012 — «Алкоголь і ностальгія»
- Rue des voleurs, Actes Sud,‎ 2012 (ISBN 978-2-330-01267-0) — «Вулиця злодіїв»

Перша премія «Список кандидатів на Ґонкурівську премію: вибір Сходу», 2012
Премія «Roman-News», 2013
Премія Літературної академії Бретані і Пеї-де-ла-Луар, 2013
- Tout sera oublié (ill. Pierre Marquès), Actes Sud,‎ 2013 (ISBN 978-2-330-01808-5) — «Усе забудеться»
- Boussole, Actes Sud, 2015, 400 p. (ISBN 978-2-330-05312-3) — «Компас»

Ґонкурівська премія, 2015

### Переклади українською
- Mirzâ Habib Esfahâni. Épître de la queue, Minimales/Verticales / Gallimard,‎ 2004 (ISBN 978-2-84335-207-2) — «Послання від хвоста». З перської
- Yussef Bazzi. Yasser Arafat m'a regardé et m'a souri, Verticales / Gallimard,‎ 2007 (ISBN 978-2-07-078594-0) — «Ясер Арафат дивився на мене й усміхався мені». З арабської
- Компас / Матіас Енар ; пер. з фр. Ірини Славінської. — Львів : Видавництво Старого Лева, 2017. — 496 с.

## Екранізації творів Енара
- «Відкритому серцю» (À cœur ouvert), 2012, фільм за мотивами «Ще раз піднятися рікою Ориноко». Режисер Маріон Лен

## Зовнішні зв'язки
- Експозиція виставки в галереї «Scrawitch» [Архівовано 17 листопада 2015 у Wayback Machine.]